# Дегтяново
Дегтяново (рос. Дегтяново) — присілок в Унецькому районі Брянської області Російської Федерації.
Населення становить 43 особи. Входить до складу муніципального утворення Старосельське сільське поселення.

## Історія
Населений пункт розташований на території українського етнічного та культурного краю Стародубщина.
Від 2005 року входить до складу муніципального утворення Старосельське сільське поселення.

## Населення
| 2010 | 2013 |
| ---- | ---- |
| 52   | ↘43  |